# Paul Waaktaar-Savoy
Paul Waaktaar-Savoy, nato Pål Waaktaar Gamst (Oslo, 6 settembre 1961), è un chitarrista e compositore norvegese.

## Biografia
Paul Waaktaar-Savoy è il chitarrista del gruppo norvegese degli a-ha, di cui fa parte insieme a Magne Furuholmen (tastiere, chitarra) e Morten Harket (voce). Se Morten Harket è l'inconfondibile, bellissima voce degli a-ha, Paul Waaktaar Savoy è l'autore della maggior parte dei brani, riconosciuto infatti a livello internazionale come uno degli autori di pop music più validi e brillanti degli ultimi decenni. Paul Waaktaar Savoy è anche il chitarrista del gruppo dei Savoy, gruppo che ha fondato insieme alla moglie Lauren Savoy, dalla quale nel 1999 ha avuto un figlio, True August. I Savoy sono Paul Waaktaar-Savoy, Lauren Savoy, co-autori di tutti i brani della band, e il batterista norvegese, Frode Harald Unneland.
Paul inizia la sua carriera molto presto, nel 1980, quando è ancora un ragazzino, incidendo l'album Fakkeltog con i Bridges, gruppo fondato insieme a Magne Furuholmen, Øystein Jevanord e Viggo Bondi. L'album fu stampato in sole 1 000 copie e, a seguito del futuro successo con gli a-ha, è ora divenuto pezzo da collezione fra gli estimatori. Dopo il ritiro degli a-ha come band a fine 2010 (avventura ripresa a partire dal 2015) ha iniziato a collaborare con altri artisti come Jimmy Gnecco con il quale, nel 2011, ha inciso sotto il nome di Weathervane l'omonimo brano inserito nella colonna sonora del film norvegese Headhunters - Il cacciatore di teste tratto dal romanzo Il cacciatore di teste di Jo Nesbø.
Proprio con la figlia di Jimmy Gnecco, Zoe, che dà la voce a tutti i brani nel 2018 per Drabant music esce l'album di Waaktaar & Zoe, World of trouble. Paul Waaktaar-Savoy è inoltre autore e produttore di altri artisti, fra i quali Linnea Dale.. Paul ama a tal punto gli strumenti musicali da averne di ogni genere, poiché secondo lui ogni strumento può dare il suo contributo al successo di un brano. Vive tra New York, Los Angeles e Oslo.
Da qualche anno gli A-ha hanno recuperato la voglia di fare musica insieme come una band, ma non è stato sempre così. Infatti, seppur ci fu una prima lunga pausa del gruppo nel 1993 a causa di alcuni contrasti interni e di Harket che decise di fare il solista, terminata poi alla fine degli anni '90 col riavvicinamento dei tre, i disaccordi più forti sono iniziati successivamente. A seguito dell'album Analogue, durante i quali vi erano già dei problemi, i rapporti tra Waaktaar-Savoy e il resto della band, in particolare con Furuholmen (suo amico di sempre), diventarono sempre più difficili. Questo appare piuttosto evidente anche nei live, dove si può vedere una netta spaccatura tra Waaktaar-Savoy da un lato e Harket e Furuholmen dall'altro: questi ultimi due, pur essendo più d'accordo tra loro sulle decisioni nella band, hanno ugualmente avuto dei disaccordi. Infatti la band, prima e dopo i concerti, era sempre in tre macchine separate. Furuholmen rimproverava Waaktaar-Savoy di non avergli dato abbastanza credito e lo accusava di averlo "costretto" a diventare il tastierista del gruppo quando lui era inizialmente un chitarrista, dall'altra parte Waaktaar-Savoy si è sentito ferito dalle affermazioni dell'amico e collega, sostenendo che nessuno lo abbia costretto, sentendosi anche fortemente screditato e ritenendo ingiusto che il compagno gli abbia rinfacciato certe cose dopo più di 20 anni. Prima dell'album Foot Of The Mountain, in un primo momento la band minacciò Waaktaar-Savoy di licenziarlo, fortunatamente i contrasti ebbero modo di risolversi brevemente, ma per Furuholmen la sua esperienza negli A-ha era finita. Accettò di tornare in studio a lavorare per un'ultima volta con Waaktaar-Savoy per l'album Foot Of The Mountain, dal momento che fu deciso in partenza che sarebbe stato l'ultimo album. Lo scioglimento fu inevitabile, così nel 2010, dopo una tournée, la band si separa.
Negli anni successivi, quando Furuholmen fu colpito da seri problemi cardiaci dove rischiò la morte (secondo lui causati dal forte stress dato dalle tournée e dalle tensioni in studio, altro motivo per cui lui dichiarò conclusa la sua esperienza negli A-ha), Waaktaar-Savoy, preoccupato, chiamò il compagno, e presto volò in Norvegia per andare a trovarlo personalmente. Furuholmen fu molto contento del gesto dell'ex compagno, dichiarando anche che Paul fu una delle persone a stargli più vicino durante quei giorni difficili, e che quasi per la prima volta il compagno mostrò un lato più emotivo (spesso nascosto dietro un'apparente freddezza). Così, l'amicizia tra i due, seppur non stretta come un tempo, ebbe modo di risanarsi, e i due tornarono ad essere amici. Dopo che i due parlarono con Harket, comunicando il loro riavvicinamento personale, la band si rincontrò e decise, nonostante tutto, di ritornare in studio. Nel 2015 la band si riunisce ufficialmente.

## Discografia
- 1996 	Mary is Coming
- 1997 	Lackluster Me
- 1999 	Mountains of Time
- 2001 	Reasons to Stay Indoors
- 2004 	Savoy
- 2007 	Savoy Songbook Vol. 1
- 2018 See the beauty in your drab hometown